# Anyang Steel
Anyang Steel (Chinees: 安阳钢铁) is een grote Chinese staalgroep uit de provincie Henan. Met een productie van ruim 11 miljoen ton ruwstaal in 2020 behoort het staatsbedrijf tot de grotere staalproducenten in de wereld.

## Activiteiten
Anyang Steel is een geïntegreerd staalbedrijf met eigen cokes- en sinterfabrieken, hoogovens en walserijen om ijzererts te verwerken tot ijzer- en staalproducten. Het is een grote producent van staalplaten en bouwmaterialen in de provincie Henan. Het maakt ook rollen plaatstaal, staven, walsdraad en gietijzeren buizen. Dat wordt onder meer gebruikt om bruggen, torengebouwen, voertuigen, witgoed en buizen voor pijpleidingen te maken.
De groep verkoopt daarnaast een aantal bijproducten zoals koolteer, benzeen en ammoniumsulfaat. Verder zijn er een aantal activiteiten buiten de staalindustrie. Zo bezit het mijnbouwbedrijf Wuyang Mining dat ijzerertsconcentraat en zandsteenaggregaat produceert, een ingenieursbureau en een bouwbedrijf gespecialiseerd in staalconstructies, een projectontwikkelaar, een logistiek bedrijf en een ziekenhuis. Andere activiteiten situeren zich in de zuivelindustrie, detailhandel, horeca, vastgoed en financiën.

### Fabrieken
| fabriek       | plaats  | producten                                                | ruwstaalcapaciteit |
| ------------- | ------- | -------------------------------------------------------- | ------------------ |
| Anyang Steel  | Anyang  | plaatstaal, platen, staven, walsdraad, profielen, buizen | 10 mt/jaar         |
| Xinyang Steel | Xinyang | bandstaal, staven, betonwapening, walsdraad              | 3,6 mt/jaar        |
| Zhoukou Steel | Zhoukou | staven                                                   | 1,75 mt/jaar       |

## Geschiedenis
Anyang werd in 1958 opgericht in het kader van het Tweede Vijfjarenplan. Het was toen een kleine staalfabriek die 100 duizend ton staal per jaar kon produceren. Xinyang Steel werd in 1971 opgericht.
In november 1993 werd het bedrijf hervormd tot een groep met de staalfabriek als dochteronderneming. Een minderheidsaandeel daarvan werd in augustus 2001 op de Beurs van Shanghai gebracht.
In mei 2021 werd de eerste hoogoven van een nieuwe fabriek in havenstad Zhoukou aangestoken. Het was de eerste fase van de nieuwe site de de oude fabriek in Anyang op termijn moet vervangen.
In 2022 probeerde Fangda Steel een belang van 80 procent in Anyang Steel te nemen, maar onenigheid over de voorwaarden stak hier een stokje voor.